# Def Leppard
Def Leppard – brytyjski zespół muzyczny wykonujący muzykę z pogranicza hard rocka i glam metalu, powstały w 1977 roku w Sheffield. Czas największej popularności grupy to lata 80. oraz początek 90., kiedy to wydane zostały takie albumy jak Pyromania (1983) oraz Hysteria (1987), obie certyfikowane jako diamentowe w USA za sprzedaż 10 milionów kopii każda. Całkowity nakład ze sprzedaży wydawnictw muzycznych zespołu, zgodnie z oficjalnymi certyfikatami, sięgnął liczby ponad 45 milionów egzemplarzy na całym świecie. Zostali uplasowani na 31. miejscu listy najlepszych artystów hardrockowych przez stację VH1 oraz na 70. miejscu listy najlepszych artystów wszech czasów. W 2019 grupa została wprowadzona do Rock and Roll Hall of Fame.

## Historia
Zespół został założony w 1977 roku przez początkującego wokalistę Joe Elliotta, basistę Ricka Savage’a, gitarzystę Pete’a Willisa i perkusistę Tony’ego Kenninga. Muzycy nazwali swój zespół Deaf Leopard i zagrali pierwszy koncert w szkole, wykonując covery m.in. Thin Lizzy, Led Zeppelin i Davida Bowiego. Niedługo później powstała pierwsza kompozycja zespołu o tytule „Misty Dreamer”. W 1978 roku, gdy do zespołu dołączył drugi gitarzysta – Steve Clark, grupa zmieniła nazwę na Def Leppard, a jeszcze w tym samym roku miejsce Tony’ego Kenninga zajął Rick Allen. Mniej więcej w tym samym okresie powstało pierwsze demo zespołu zatytułowane The Def Leppard E.P., a kapela stała się częścią nurtu muzycznego nazwanego New Wave of British Heavy Metal.
Pierwsza płyta Def Leppard, On Through the Night, ukazała się w marcu 1980 roku i dotarła do 15. miejsca na brytyjskiej liście sprzedaży. Zespół wkrótce zdobył uwagę producenta AC/DC, Roberta Johna Lange’a, który zaproponował im współpracę. Efektem był album High ’n’ Dry, zawierający utwór „Bringin’ On the Heartbreak”, którego teledysk był jednym z pierwszych klipów rockowych emitowanych w stacji MTV. W lipcu 1982 Phil Collen zastąpił gitarzystę Pete’a Willisa i w nowym składzie grupa dokończyła nagrywanie swojej trzeciej płyty. Wydany w styczniu 1983 roku album Pyromania przyniósł zespołowi ogromną popularność, lansując hity „Photograph i „Rock of Ages”, ostatecznie rozchodząc się w wielomilionowym nakładzie.
Grupa przeniosła się do Dublina by pracować nad następną płytą. W wypadku samochodowym 31 grudnia 1984 roku perkusista Rick Allen stracił lewą rękę i do dziś gra w zespole tylko jedną. Po ponad trzech latach pracy, czwarta płyta zespołu, Hysteria, ukazała się latem 1987 roku. Album zadebiutował na 1. miejscu listy sprzedaży w Wielkiej Brytanii, na szczyt listy amerykańskiej dotarł jednak dopiero w 1988 roku, po wydaniu przebojowego singla „Pour Some Sugar on Me”. Piosenka uplasowała się na 2. miejscu listy Billboard Hot 100 w Stanach Zjednoczonych i jest obecnie uważana za jeden z największych hitów zespołu. Ballada „Love Bites” również okazała się sukcesem i dotarła na sam szczyt tego zestawienia. Album Hysteria ostatecznie sprzedał się w ponad 25-milionowym nakładzie i jest najlepiej sprzedającą się płyta w dorobku Def Leppard.
W trakcie nagrywania kolejnego projektu, w styczniu 1991 roku gitarzysta Steve Clark zmarł wskutek przedawkowania leków i alkoholu. Zespół kontynuował nagrywanie w czteroosobowym składzie, a ich piąty album, Adrenalize, został wydany wiosną 1992 roku. Płyta zadebiutowała na 1. miejscu list sprzedaży jednocześnie w Wielkiej Brytanii i USA, a promujące ją single „Let’s Get Rocked”, „Make Love Like a Man” i „Have You Ever Needed Someone So Bad” zostały przebojami. Jeszcze w tym samym roku nowy gitarzysta Vivian Campbell zastąpił Clarka. Zespół wydał składankę rzadkich i wcześniej niepublikowanych piosenek Retro Active w 1993 roku, a następnie kompilację największych przebojów Vault: Def Leppard Greatest Hits (1980–1995), która spotkała się z dużym sukcesem komercyjnym i kilkumilionową sprzedażą. Singel „When Love & Hate Collide” okazał się sukcesem, zwłaszcza w Wielkiej Brytanii i Irlandii.
Zmieniające się trendy muzyczne w latach 90. odbiły się na popularności Def Leppard i innych zespołów odnoszących sukcesy w poprzedniej dekadzie. Na kolejnej płycie, Slang (1996), grupa czerpała z rocka alternatywnego i nurtu grunge. Płyta nie spotkała się jednak z sukcesem. W 1998 roku telewizja VH1 wyemitowała odcinek cyklu Behind the Music poświęcony Def Leppard, co przyczyniło się do wzrostu zainteresowania zespołem. Rok później ukazał się ich następny album, Euphoria, będący powrotem do klasycznego brzmienia, jaki zespół prezentował na swoich najbardziej popularnych płytach. Album, jak i pierwszy singel „Promises”, spotkały się ze średnim sukcesem.
W 2002 roku zespół wydał płytę zatytułowaną X, która odchodziła od brzmienia rockowego w stronę popu. Album spotkał się z chłodnym odbiorem i nie odniósł sukcesu na listach sprzedaży, chociaż pierwszy singel „Now” cieszył się względną popularnością. Trasa koncertowa promująca płytę przyciągnęła za to największą widownię od czasów Adrenalize. Zespół następnie wydał dwie składanki, Best of Def Leppard i Rock of Ages: The Definitive Collection, które okazały się sukcesem i zostały certyfikowane jako platynowe w Wielkiej Brytanii i USA. W 2006 roku zespół wydał płytę Yeah!, która składała się wyłącznie z coverów piosenek takich wykonawców jak Roxy Music, T. Rex czy Electric Light Orchestra.
Kolejna płyta zawierająca premierowy materiał, Songs from the Sparkle Lounge, została wydana w kwietniu 2008 roku, debiutując na 5. miejscu w USA. Na pierwszym singlu „Nine Lives” gościnnie pojawił się piosenkarz country Tim McGraw. W październiku zespół zagrał wspólny koncert z Taylor Swift w Nashville, który został zarejestrowany i następnie wydany na DVD wyłącznie w sieci sklepów Walmart. Wydawnictwo spotkało się z dużym zainteresowaniem. W 2011 roku ukazała się pierwsza płyta koncertowa zespołu, Mirror Ball – Live & More. Wiosną 2013 roku, Def Leppard dali krótką serię występów w Hard Rock Hotel and Casino w Las Vegas. Show składało się z dwóch części: mniej popularnych piosenek rzadko wykonywanych na żywo oraz albumu Hysteria zagranego od początku do końca. Zapis z występów ukazał się później na kolejnym koncertowym albumie Viva! Hysteria. W październiku 2015 wydany został ich kolejny album studyjny, zatytułowany Def Leppard, towarzyszyła mu trasa koncertowa Def Leppard World Tour 2015.

## Muzycy
| Obecny skład zespołu - Rick Savage – gitara basowa, gitara, keyboard, wokal wspierający (od 1977) - Joe Elliott – wokal prowadzący, gitara, keyboard (od 1977) - Rick Allen – perkusja, wokal wspierający (od 1978) - Phil Collen – gitara, wokal wspierający (od 1982) - Vivian Campbell – gitara, wokal wspierający (od 1992) Byli członkowie zespołu - Tony Kenning – perkusja (1977–1978) - Pete Willis – gitara, wokal wspierający (1977–1982) - Steve Clark (zmarły) – gitara, wokal wspierający (1978–1991) - Frank Noon – perkusja (1978) | Muzycy koncertowi - Jeff Rich – perkusja (1986) - Sinéad Madden – skrzypce (2012) Muzycy sesyjni - Stumpus Maximus (Malvin Mortimer) – wokal prowadzący (1987) - Marc Danzeisen – perkusja, wokal wspierający (2006) |

Oś czasu

## Dyskografia

### Albumy
| On Through the Night          | - Data: 14 marca 1980 - Wydawca: Mercury Records                   | –   | 15 | 51 | –  | –   | –  | - USA: platynowa płyta - CAN: platynowa płyta                                 |
| High ’n’ Dry                  | - Data: 11 lipca 1981 - Wydawca: Mercury Records                   | 239 | 26 | 38 | –  | –   | –  | - USA: platynowa płyta - CAN: platynowa płyta                                 |
| Pyromania                     | - Data: 20 stycznia 1983 - Wydawca: Mercury Records                | –   | 18 | 2  | –  | –   | –  | - USA: platynowa płyta - CAN: 7 × platynowa płyta - UK: srebrna płyta         |
| Hysteria                      | - Data: 3 sierpnia 1987 - Wydawca: Mercury Records                 | 152 | 1  | 1  | –  | –   | –  | - USA: 12 × platynowa płyta - CAN: diamentowa płyta - UK: 2 × platynowa płyta |
| Adrenalize                    | - Data: 31 marca 1992 - Wydawca: Mercury Records                   | 288 | 1  | 1  | –  | –   | –  | - CAN: 4 × platynowa płyta - UK: 2 × platynowa płyta                          |
| Slang                         | - Data: 14 maja 1996 - Wydawca: Mercury Records                    | –   | 5  | 14 | –  | –   | 13 | - USA: złota płyta - CAN: platynowa płyta - UK: złota płyta                   |
| Euphoria                      | - Data: 8 czerwca 1999 - Wydawca: Mercury Records                  | –   | 11 | 11 | –  | 63  | 16 | - USA: złota płyta - CAN: złota płyta                                         |
| X                             | - Data: 30 lipca 2002 - Wydawca: Bludgeon Riffola/Mercury          | –   | 14 | 11 | –  | 75  | 33 |                                                                               |
| Songs from the Sparkle Lounge | - Data: 29 kwietnia 2008 - Wydawca: Bludgeon Riffola/Mercury       | –   | 10 | 5  | 7  | 118 | 27 |                                                                               |
| Def Leppard                   | - Data: 30 października 2015 - Wydawca: Bludgeon Riffola /earMUSIC | 8   | 11 | 10 | 11 | 49  | 32 |                                                                               |
| Diamond Star Halos            | - Data: 27 maja 2022 - Wydawca: Bludgeon Riffola/Mercury           | 16  | 5  | 10 | 16 | 27  | 8  |                                                                               |
| „–” album nie był notowany.   |                                                                    |     |    |    |    |     |    |                                                                               |

### Kompilacje
| Retro Active                                 | - Data: 5 października 1993 - Wydawca: Mercury Records  | 6 | –  | – | – | - USA: platynowa płyta - CAN: platynowa płyta                           |
| Vault: Def Leppard Greatest Hits (1980–1995) | - Data: 31 października 1995 - Wydawca: Mercury Records | 3 | –  | – | 7 | - USA: platynowa płyta - CAN: 2 × platynowa płyta - UK: platynowa płyta |
| Best of Def Leppard                          | - Data: 25 października 2004 - Wydawca: Mercury Records | 6 | –  | – | – | - UK: platynowa płyta                                                   |
| Rock of Ages: The Definitive Collection      | - Data: 25 października 2004 - Wydawca: Mercury Records | – | 10 | 3 | – | - USA: platynowa płyta - CAN: 2 × platynowa płyta                       |
| „–” album nie był notowany.                  |                                                         |   |    |   |   |                                                                         |

### Cover albumy
| Tytuł | Dane dot. albumu                               | Pozycja na liście | Pozycja na liście | Pozycja na liście | Pozycja na liście |
| Tytuł | Dane dot. albumu                               | JPN               | UK                | USA               | FRA               |
| ----- | ---------------------------------------------- | ----------------- | ----------------- | ----------------- | ----------------- |
| Yeah! | - Data: 23 maja 2006 - Wydawca: Mercury/Island | 38                | 52                | 16                | 161               |

### Albumy koncertowe
| Mirror Ball: Live and More  | - Data: 7 czerwca 2011 - Wydawca: Bludgeon Riffola/Mailboat        | 26 | 44 | 16 | –   |
| Viva! Hysteria              | - Data: 22 października 2013 - Wydawca: Bludgeon Riffola/Frontiers | –  | 73 | 24 | 149 |
| „–” album nie był notowany. |                                                                    |    |    |    |     |

### Minialbumy
| Tytuł                                 | Dane dot. albumu                                 |
| ------------------------------------- | ------------------------------------------------ |
| The Def Leppard E.P.                  | - Data: styczeń 1979 - Wydawca: Bludgeon-Riffola |
| Live: In the Clubs, in Your Face E.P. | - Data: 1993 - Wydawca: Bludgeon-Riffola         |

## Wideografia
| Historia                                    | - Data: 5 lipca 1988 - Wydawca: Universal Music           | –  | – | - USA: platynowa płyta                        |
| Live: In the Round, in Your Face            | - Data: 7 marca 1989 - Wydawca: Universal Music           | –  | – | - USA: platynowa płyta - CAN: platynowa płyta |
| Visualize                                   | - Data: 5 października 1993 - Wydawca: Universal Music    | –  | – | - USA: złota płyta - CAN: złota płyta         |
| Video Archive                               | - Data: 5 grudnia 1995 - Wydawca: Universal Music         | –  | – |                                               |
| Historia / Live: In the Round, in Your Face | - Data: 2001 - Wydawca: Universal Music                   | –  | – | - USA: złota płyta                            |
| Visualize / Video Archive                   | - Data: 2001 - Wydawca: Universal Music                   | –  | – |                                               |
| Best of the Videos                          | - Data: 25 października 2004 - Wydawca: Universal Music   | –  | – |                                               |
| Rock of Ages – The DVD Collection           | - Data: 15 listopada 2005 - Wydawca: Island Records       | –  | – | - USA: złota płyta                            |
| CMT Crossroads: Taylor Swift & Def Leppard  | - Data: 16 czerwca 2009 - Wydawca: Big Machine Records    | –  | – |                                               |
| Viva! Hysteria                              | - Data: 22 października 2013 - Wydawca: Frontiers Records | 37 | 5 |                                               |
| „–” album nie był notowany.                 |                                                           |    |   |                                               |

## Nagrody i wyróżnienia
| Rok  | Kategoria                             | Tytułem     | Nagroda                         | Nota      | Źródło |
| ---- | ------------------------------------- | ----------- | ------------------------------- | --------- | ------ |
| 1984 | Favorite Pop/Rock Band/Duo/Group      | Def Leppard | American Music Awards           | Nominacja | [ 31 ] |
| 1984 | Favorite Pop/Rock Album               | Pyromania   | American Music Awards           | Nominacja | [ 31 ] |
| 1989 | Favorite Pop/Rock Band/Duo/Group      | Def Leppard | American Music Awards           | Nominacja | [ 32 ] |
| 1989 | Favorite Heavy Metal/Hard Rock Artist | Def Leppard | American Music Awards           | Wygrana   | [ 32 ] |
| 1989 | Favorite Pop/Rock Album               | Hysteria    | American Music Awards           | Nominacja | [ 32 ] |
| 1989 | Favorite Heavy Metal/Hard Rock Album  | Hysteria    | American Music Awards           | Wygrana   | [ 32 ] |
| 1993 | Favorite Heavy Metal/Hard Rock Artist | Def Leppard | American Music Awards           | Nominacja | [ 33 ] |
| 2008 | Classic Songwriter                    | Def Leppard | Kerrang! Awards                 | Wygrana   | [ 34 ] |
| 2009 | Legends Award                         | Def Leppard | Metal Hammer Golden Gods Awards | Wygrana   | [ 35 ] |
| 2011 | Inspiration Award                     | Def Leppard | Kerrang! Awards                 | Wygrana   | [ 36 ] |